# Heliophobius
Heliophobius is een geslacht van zoogdieren uit de familie van de molratten (Bathyergidae). De wetenschappelijke naam van het geslacht werd in 1846 gepubliceerd door Wilhelm Peters.

## Soorten
Er worden 2 soorten in dit geslacht geplaatst:
- Heliophobius argenteocinereus Peters, 1846 - Zilvergrijze zandrat
- Heliophobius kapiti (Heller, 1909)